# Peč (Słowenia)
Peč – wieś w Słowenii, w gminie Grosuplje. 1 stycznia 2017 liczyła 133 mieszkańców.